# Tavannes
Tavannes ist eine politische Gemeinde im Verwaltungskreis Berner Jura des Kantons Bern in der Schweiz. Der deutsche Name Dachsfelden wird heute nur noch selten benutzt; er findet sich beispielsweise noch im Strassennamen Dachsfelderstrasse in der Stadt Basel.

## Geographie

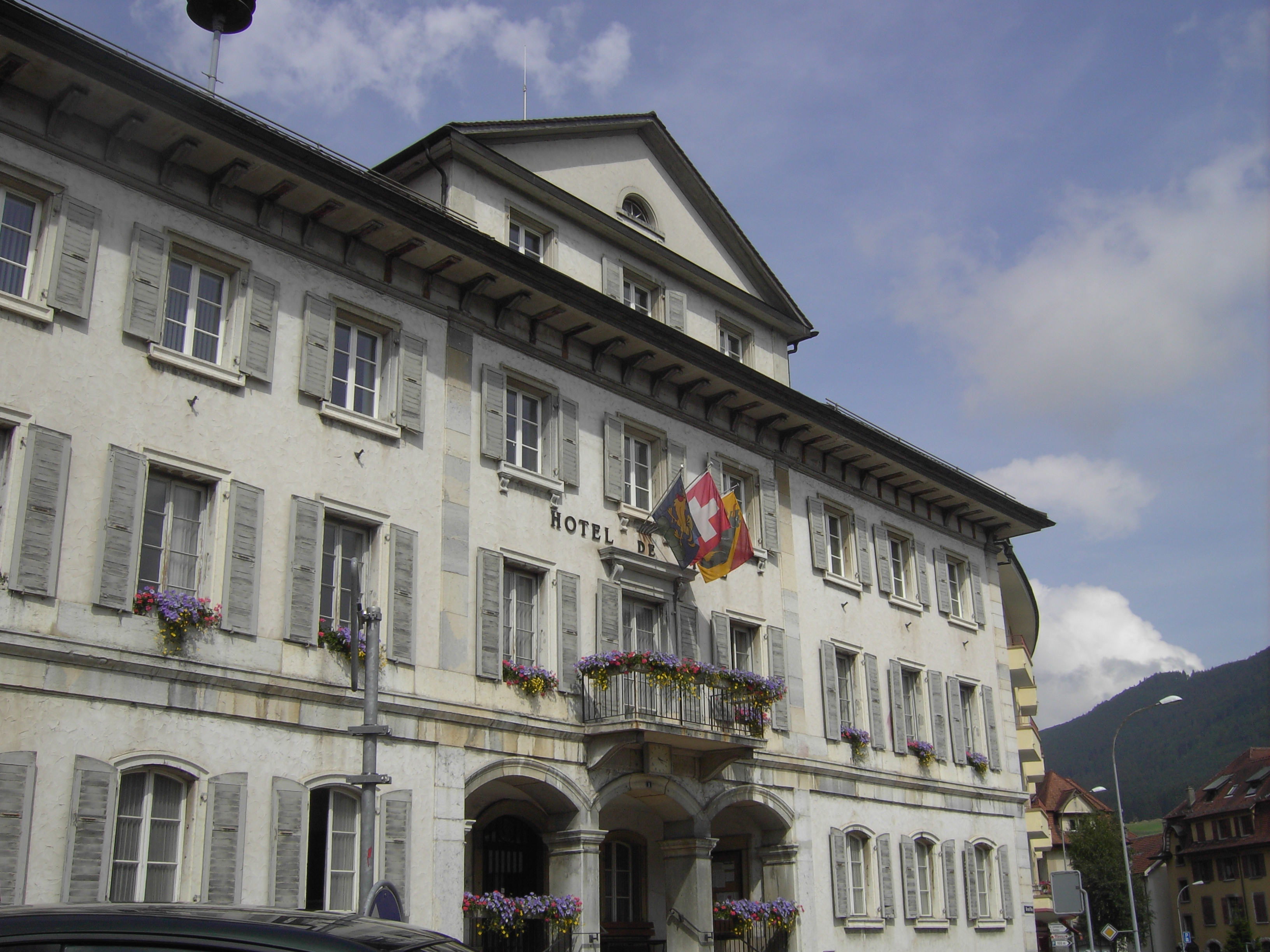
Rathaus

Tavannes liegt auf 754 m ü. M., 15 km südwestlich des Orts Moutier (Luftlinie) und 10 km nordnordwestlich von Biel/Bienne. Die Industriegemeinde erstreckt sich beidseits des Flusslaufs der Birs, am Südrand des breiten Beckens des Juralängstals Vallée de Tavannes und am Fuss des Passübergangs Pierre Pertuis.
Die Fläche des 14,7 km² grossen Gemeindegebiets umfasst einen Abschnitt des westlichen Teils des Vallée de Tavannes, das hier eine Breite von 4 km aufweist. Den nördlichen Teil des Gebiets nimmt die Hügellandschaft zwischen den Talniederungen der Birs und der Trame ein, die teilweise vom Wald Forêt de Chaindon bedeckt ist. Die Mulde von Tavannes mit der Birsquelle (Source de la Birse) bildet den zentralen Teil. Nach Süden erstreckt sich das Gemeindegebiet auf die Antiklinale, die das Vallée de Tavannes auf seiner Südseite flankiert. Im Bereich von Tavannes gehören der westlichste Abschnitt des Montoz, mit 1285 m ü. M. der höchste Punkt der Gemeinde, der Passeinschnitt von Pierre Pertuis und der östlichste Teil der Montagne du Droit (1060 m ü. M.) mit der Höhe La Tanne dazu. Auf der Montagne du Droit befinden sich ausgedehnte Jurahochweiden mit den typischen mächtigen Fichten, die entweder einzeln oder in Gruppen stehen. Ganz im Nordwesten reicht das Gebiet über das Tal der Trame bis an den bewaldeten Südhang des Montbautier (bis 1040 m ü. M.). Von der Gemeindefläche entfielen 1997 9 % auf Siedlungen, 42 % auf Wald und Gehölze und 49 % auf Landwirtschaft.
Zu Tavannes gehören zahlreiche Einzelhöfe, die weit verstreut im Becken von Tavannes und auf den Jurahöhen liegen. Nachbargemeinden von Tavannes sind Saicourt, Reconvilier, Péry-La Heutte, Sonceboz-Sombeval, Corgémont, Tramelan und Mont-Tramelan.

## Bevölkerung
| Jahr | Einwohner |
| ---- | --------- |
| 1850 | 672       |
| 1900 | 1'591     |
| 1910 | 2'655     |
| 1930 | 3'355     |
| 1950 | 3'650     |
| 1960 | 3'939     |
| 1970 | 3'869     |
| 1980 | 3'336     |
| 1990 | 3'188     |
| 2000 | 3'373     |
| 2010 | 3'478     |
| 2022 | 3'430     |

Mit 3471 Einwohnern (Stand 31. Dezember 2023) gehört Tavannes zu den grössten Gemeinden des Berner Juras. Von den Bewohnern sind 84,1 % französischsprachig, 6,0 % deutschsprachig und 3,6 % italienischsprachig (Stand 2000). Die Bevölkerungszahl von Tavannes stieg von 1850 bis 1950 markant an. Nach dem Höchststand während der 1960er Jahre mit rund 4000 Einwohnern wurde infolge der Wirtschaftskrise der 1970er Jahre ein Rückgang um 14 % verzeichnet. Seither gibt es nur noch relativ geringe Schwankungen.

## Politik
Gemeindepräsident ist seit 2017 Fabien Vorpe (FDP, Stand 2024).
Bei den Nationalratswahlen 2023 betrugen die Wähleranteile in Tavannes (in Klammern die Veränderung im Vergleich zu den Wahlen 2019 in Prozentpunkten): SVP 36,20 % (+6,51), SP 26,20 % (+6,15), FDP 10,64 % (+2,19), Grüne 7,31 % (−7,09), EVP 6,30 % (+0,11), EDU 5,16 % (+2,12), Mitte 3,62 % (−6,01), glp 3,01 % (+0,29), SD 0,29 % (−0,27), PdA/Sol. 0,00 (−2,11).

## Wirtschaft
Tavannes war bis um die Mitte des 19. Jahrhunderts ein landwirtschaftlich geprägtes Dorf, danach hat es sich rasch zur Industriegemeinde entwickelt. Heute arbeiten noch rund 7 % der Erwerbstätigen in der Landwirtschaft, die sich vor allem auf Viehzucht und Milchwirtschaft konzentriert. Die Uhrenherstellung spielt weiterhin eine wichtige Rolle, daneben entwickelten sich Betriebe der Maschinenindustrie und der Feinmechanik. Ein wichtiger Arbeitgeber ist die Firma Tavapan S.A. Nebst dem Handel mit Holzwerkstoffen stellt sie in ihrer eigenen Produktion hochwertige Schallabsorptionsprodukte her.

## Verkehr

Der Bahnhof um ca. 1880/1890

Die Gemeinde ist verkehrsmässig gut erschlossen. Sie liegt an der rege befahrenen Hauptstrasse von Delémont nach Biel/Bienne. Seit 1997 ist Tavannes mit der Eröffnung des Teilstücks La Heutte–Tavannes der Autobahn A16, zu dem auch der Pierre-Pertuis-Tunnel gehört, an das schweizerische Nationalstrassennetz angeschlossen. Seit dem 3. April 2017 ist die komplette Strecke von Boncourt bis Biel durchgehend befahrbar.
Der Anschluss an das Eisenbahnnetz erfolgte am 30. April 1874 mit der Einweihung der Strecke von Sonceboz nach Tavannes. Am 16. Dezember 1876 wurde die Fortsetzung der Linie von Tavannes nach Court eröffnet. Acht Jahre später, am 16. August 1884, kam die Schmalspurlinie der Tavannes–Tramelan-Bahn, einer Vorgängerin der Chemins de fer du Jura, von Tavannes nach Tramelan hinzu. Eine Buslinie führt von Tavannes via Bellelay und Lajoux nach Les Genevez.
Es verkehren stündlich Regionalzüge der SBB zwischen Biel/Bienne – Sonceboz-Sombeval – Tavannes – Moutier. In unregelmässigen Abständen gibt es einen 30-Minuten-Takt mit Umsteigen in Sonceboz-Sombeval.

## Geschichte

Luftbild aus 900 m von Walter Mittelholzer (1930)

Während der Römerzeit führte eine wichtige Strassenverbindung von Aventicum über den Passübergang Pierre Pertuis durch das Vallée de Tavannes nach Augusta Raurica. Der Pass war damals die Grenze zwischen den Gebieten der Helvetier im Süden und der Rauriker im Norden.
Die Urbarmachung und Besiedlung des Talbeckens von Tavannes erfolgte aber erst nach der Gründung des Klosters Moutier-Grandval. Die erste schriftliche Erwähnung von Tavannes unter dem Namen Theisvenna geht auf das Jahr 866 zurück. In der Folgezeit änderte sich die Schreibweise des Ortsnamens mehrmals: Tehisvenna (884), Tasvenne (967), Tasuenna (1181) sowie Thasvanne, Taffennas und Tasueno. Die Etymologie des Ortsnamens ist umstritten: Tavannes kann entweder auf das keltische Wort tavan für Baumstamm oder auf das althochdeutsche dahs (Dachs), kombiniert mit dem germanischen venjô (Weideplatz), zurückgeführt werden, woraus der deutsche Name Dachsfelden entstand.
Tavannes gehörte zum Grundbesitz der Abtei Moutier-Grandval. Nach der Gründung des Klosters Bellelay im 12. Jahrhundert wurde der Ort durch den Fürstbischof von Basel diesem neuen Kloster unterstellt. Zur gleichen Zeit etablierte sich die Familie von Tavannes, die in einem Schloss nördlich des Ortes bei Le Châtelet residierte. Das Schloss wurde 1499 im Schwabenkrieg zerstört, und das Geschlecht der Edlen von Tavannes erlosch im Laufe des 16. Jahrhunderts. Im Jahr 1530 führte Guillaume Farel in Tavannes die Reformation ein.
Von 1797 bis 1815 gehörte Tavannes zu Frankreich und war anfangs Teil des Département Mont-Terrible, das 1800 mit dem Département Haut-Rhin verbunden wurde. Durch den Entscheid des Wiener Kongresses kam der Ort 1815 an den Kanton Bern zum Bezirk Moutier. Ein bedeutender Bürger von Tavannes war Théophile Voirol, der unter Napoléon General wurde und in Nordafrika diente.  Um 1850 begann die Industrialisierung mit der Einführung der Uhrenindustrie aus dem Vallon de Saint-Imier. Die Bevölkerungszahl stieg von 771 Einwohnern im Jahr 1870 auf 3006 Einwohner im Jahr 1920.
Mit der Gründung der Tavannes Watch Co. durch Henri-Frédéric Sandoz im Jahr 1891 wurde Tavannes zum Wirtschaftsstandort und gab sich einige grossstädtisch anmutende Bauten. Hier erschien die Zeitung Courrier de la Vallée de Tavannes. Tavannes Watch Co. war ein Hersteller ohne eigene Finition. Das Unternehmen verlegte seine Handelsabteilung 1905 deshalb nach La Chaux-de-Fonds, wo sich mit Schwob Frères Cie und Schwob et Cie seine beiden einzigen Kunden befanden, doch beliess es die Herstellung der multikompatiblen Uhrenteile in Tavannes. 1910 erreichte die Jahresproduktion rund 600'000 Uhren. 1913 stellten die etwa 1000 Beschäftigten nach eigenen Angaben jeden Tag 2500 Uhren her. Im Generalstreik 1918 konnten sich, anders als in Tramelan, die Streikwilligen, etwa 300 Mitglieder der Gewerkschaft FOMH, nicht durchsetzen. Henri Sandoz, Direktor und Gemeinde- und Arbeitgeberpräsident, versammelte die Arbeiter in der Kirche und hielt ihnen mit Hilfe des Pfarrers eine Standpauke. Nur 13 Arbeiter wagten ihnen zu widersprechen. In den 1950er Jahren erlebte Tavannes Watch Co. einen Niedergang und wurde 1966 an Ebauches S.A. verkauft.

## Sehenswürdigkeiten

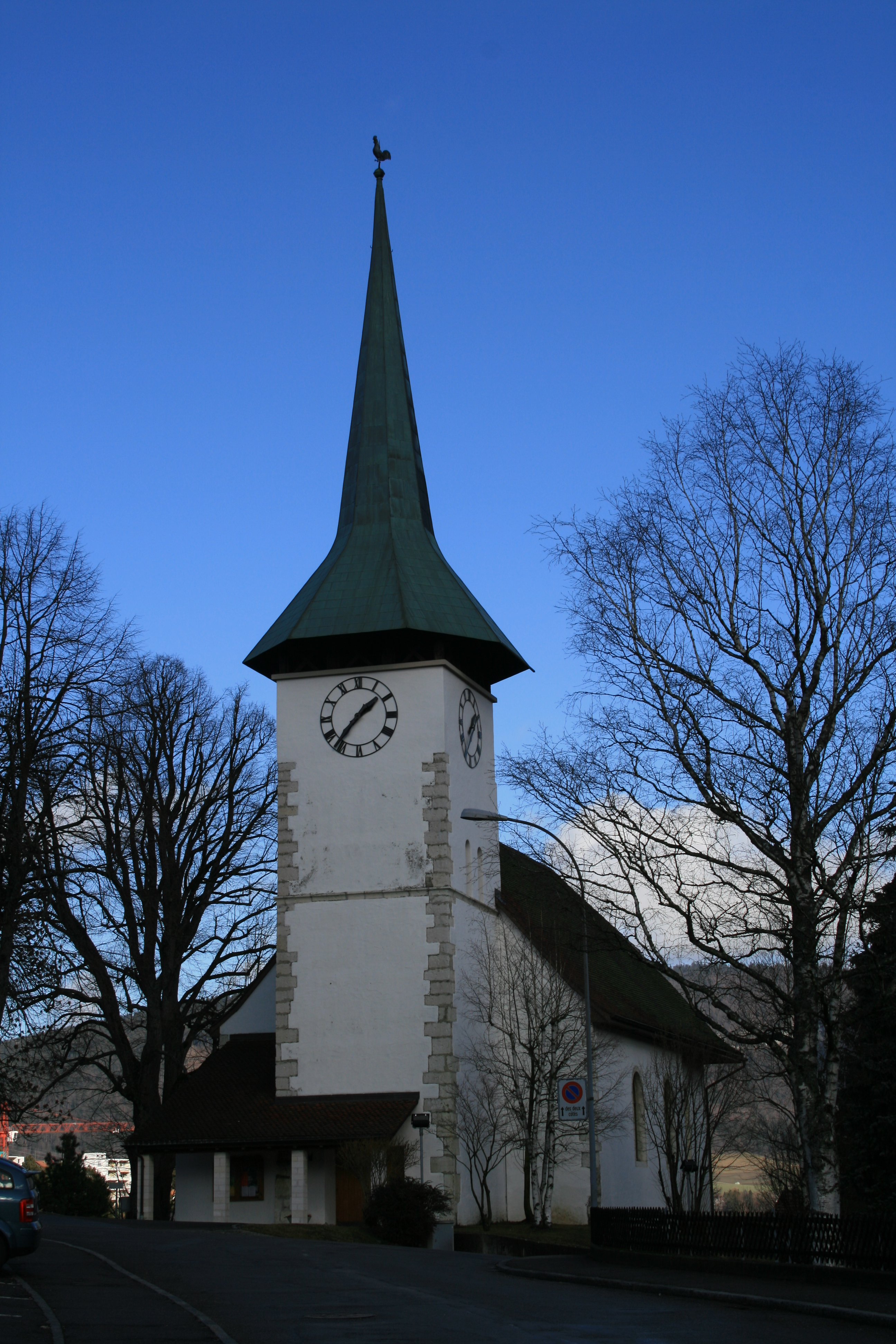
Reformierte Kirche

Die heutige reformierte Kirche von Tavannes ist ein spätgotischer Bau von 1385, der mehrmals restauriert und 1728 auf der Ostseite verlängert wurde. Die Kirche steht an der Stelle der 866 erwähnten Kirche Saint-Etienne. Das Pfarrhaus wurde 1820 erbaut, der Pfarrsaal im Stil des Historismus 1927 eingerichtet. Zur Pfarrei Tavannes gehörten bis 1928 alle umliegenden Dörfer (Reconvilier, Chaindon, Loveresse, Saules, Saicourt und Le Fuet). Die katholische Kirche Christi-Roi stammt von 1928 bis 1930.
Im Ortskern, der ein städtisches Gepräge aufweist, befinden sich das Hôtel de Ville (früher Hôtel de la Couronne) im Stil des Spätklassizismus (um 1850; 1966 renoviert) und das im Empire-Stil errichtete Haus des Generals Voirol. Zahlreiche Gebäude stammen aus der Zeit von 1850 bis 1920 und zeigen Architektur im neobarocken und im Heimatstil.

## Bilder

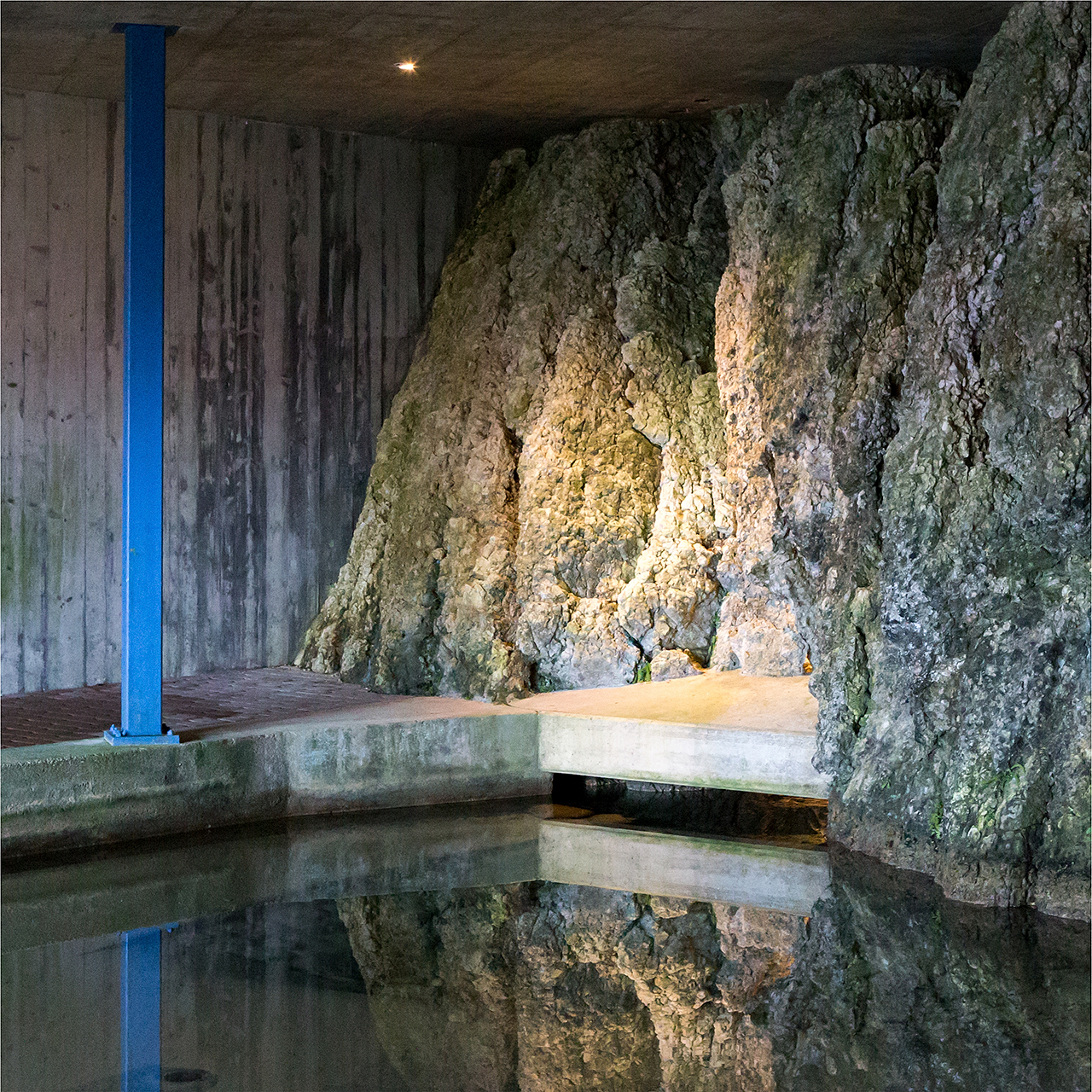
Gefasste Quelle der Birs
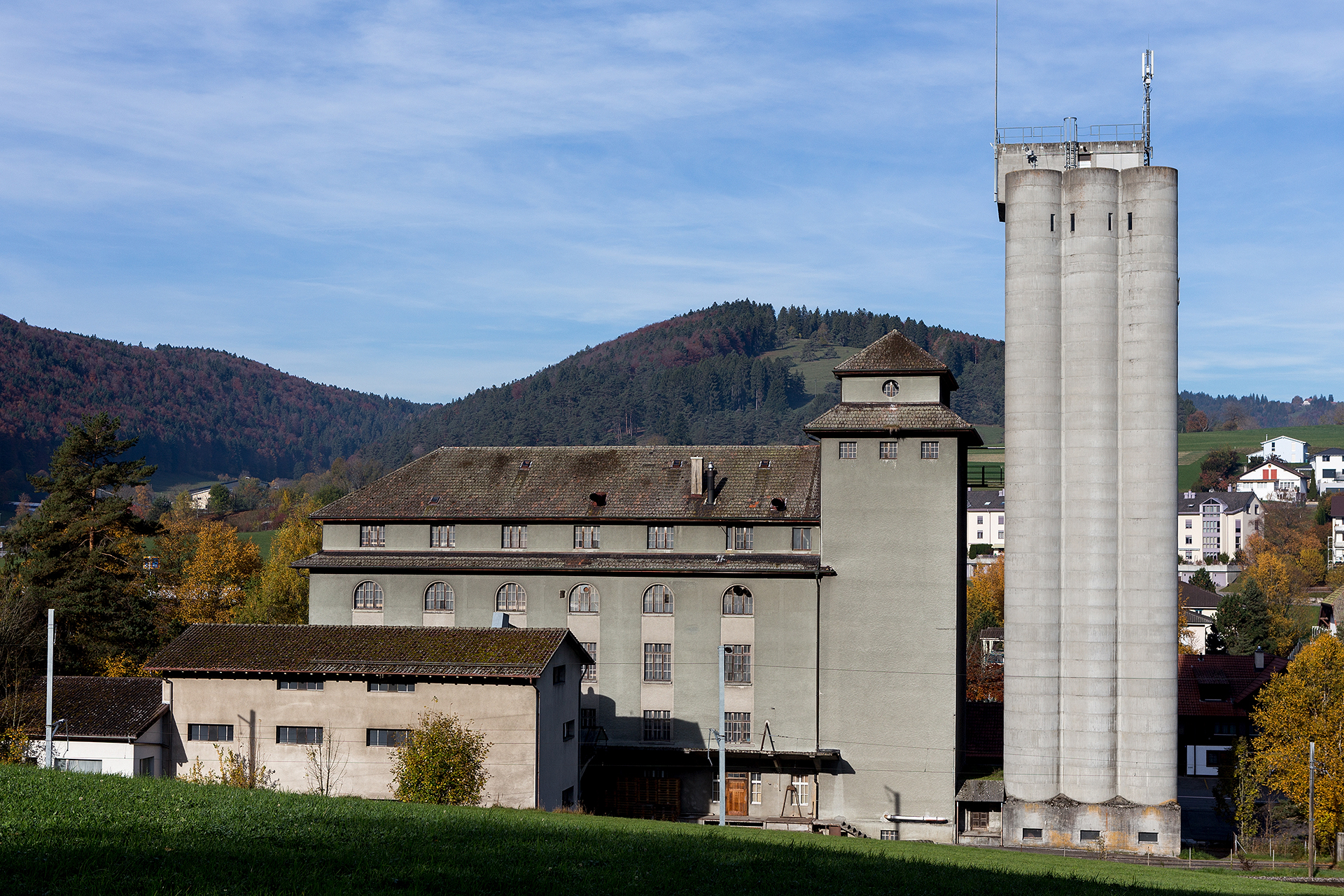
Mühle
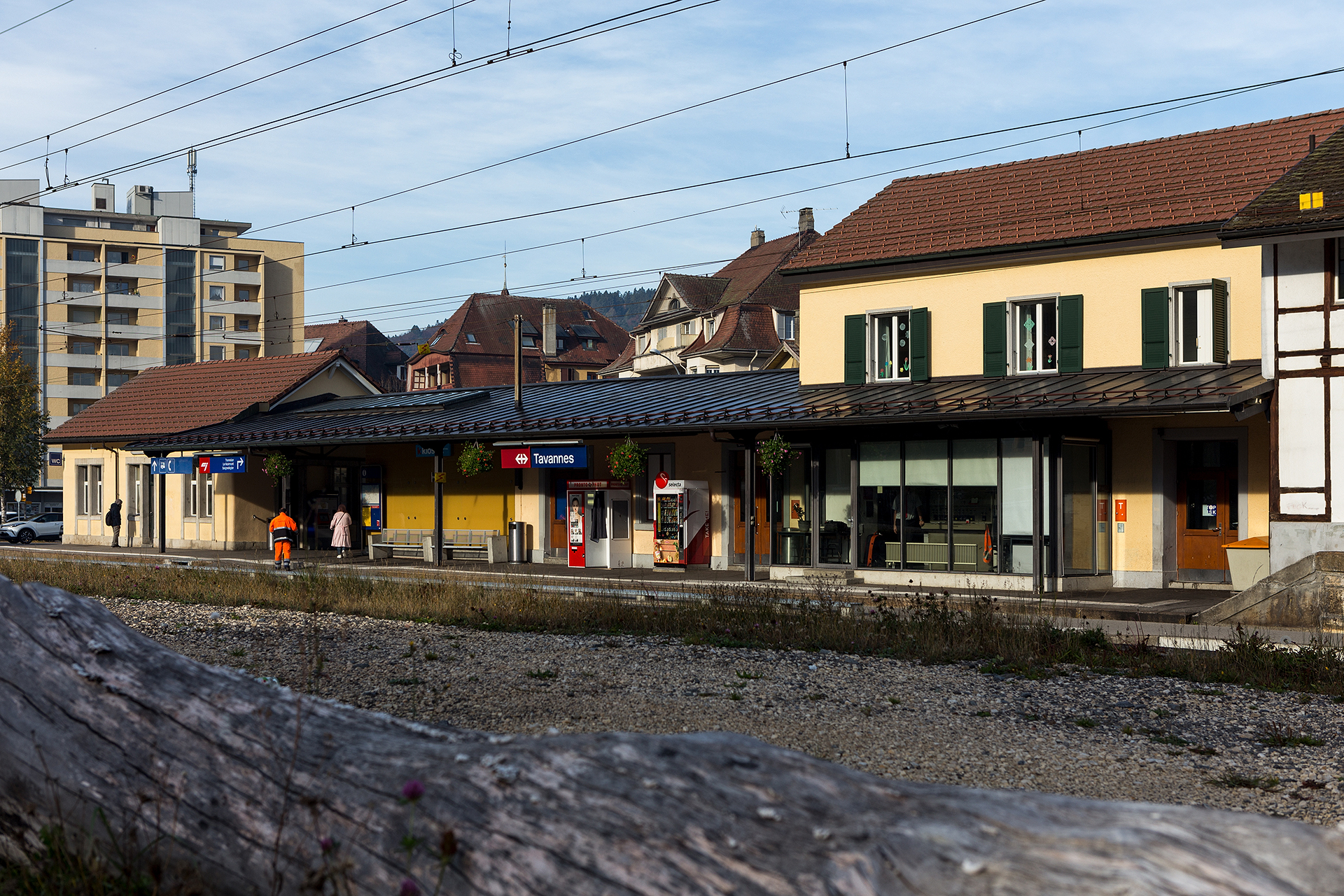
Bahnhof
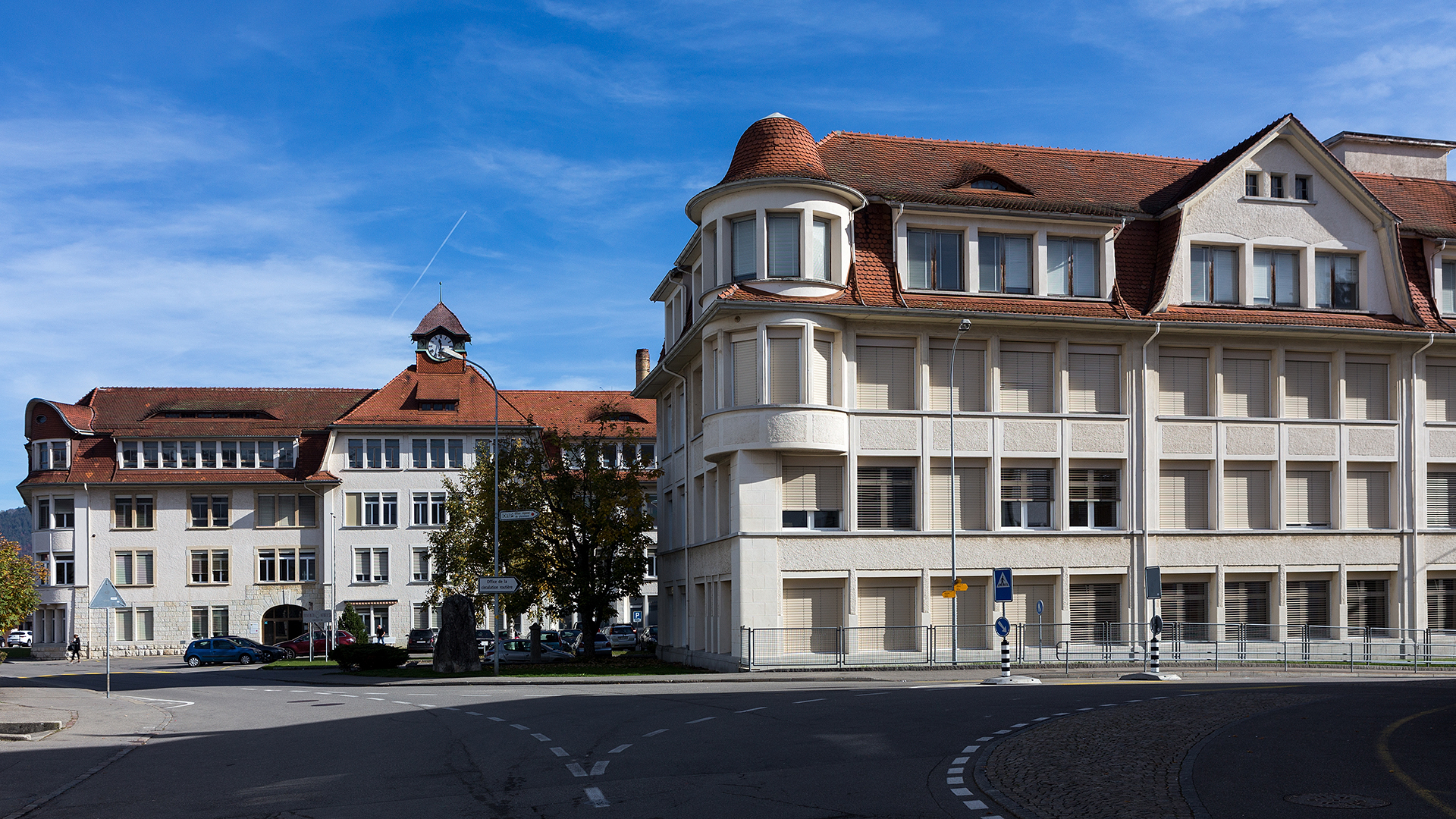
Roventa und Henex SA (Uhrenindustrie)
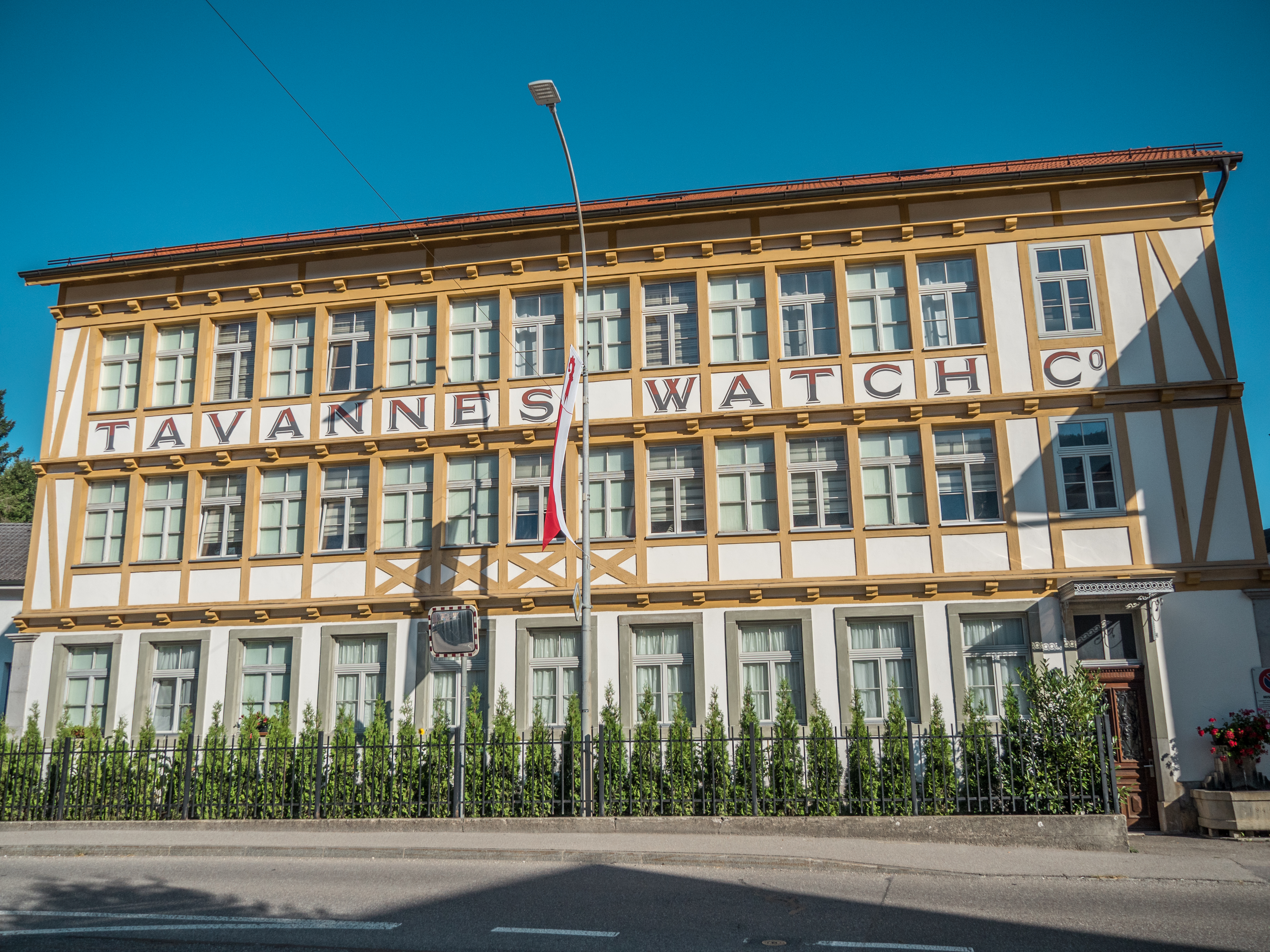
Tavannes Watch Company (ehemalige Uhrenfabrik)
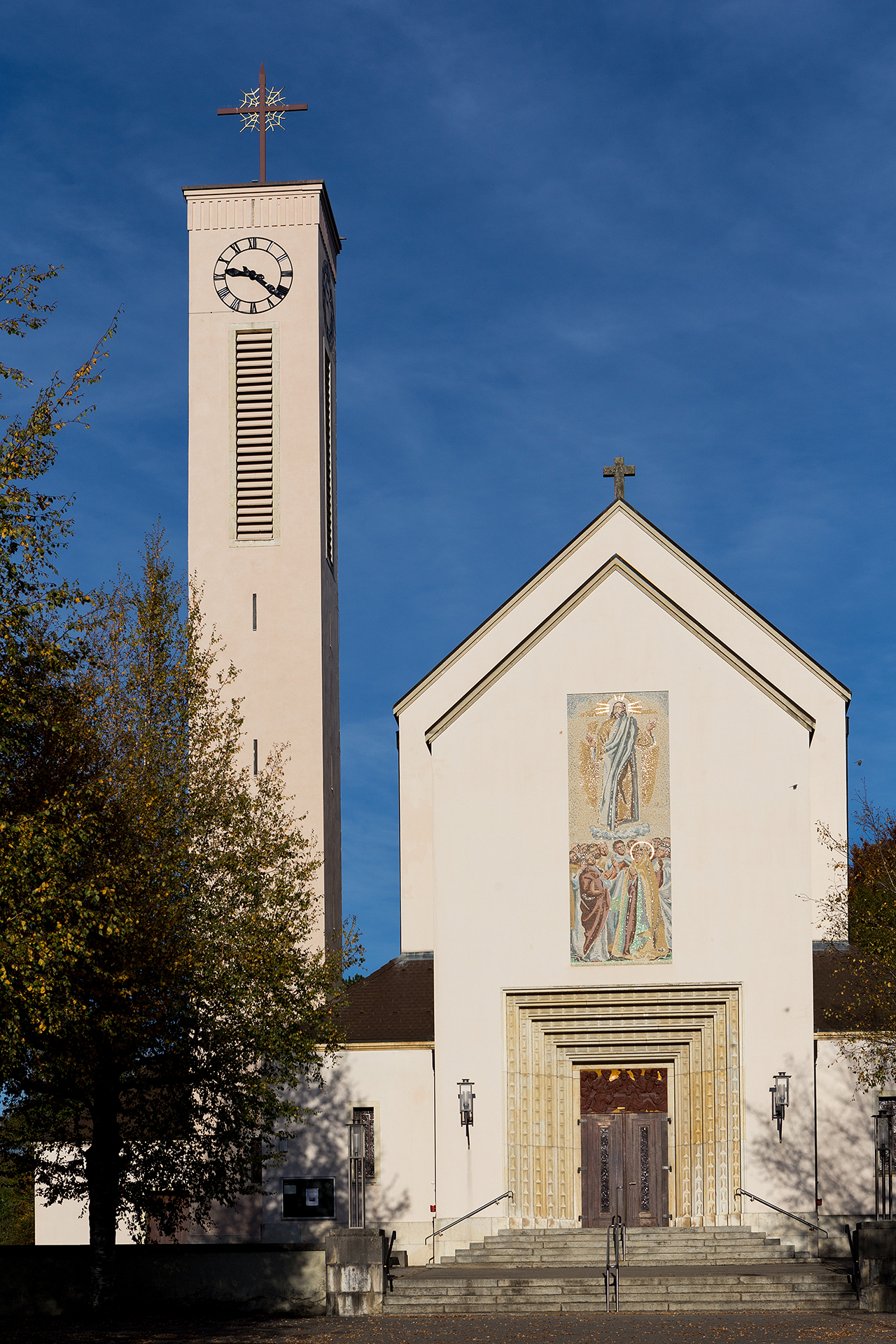
Katholische Kirche
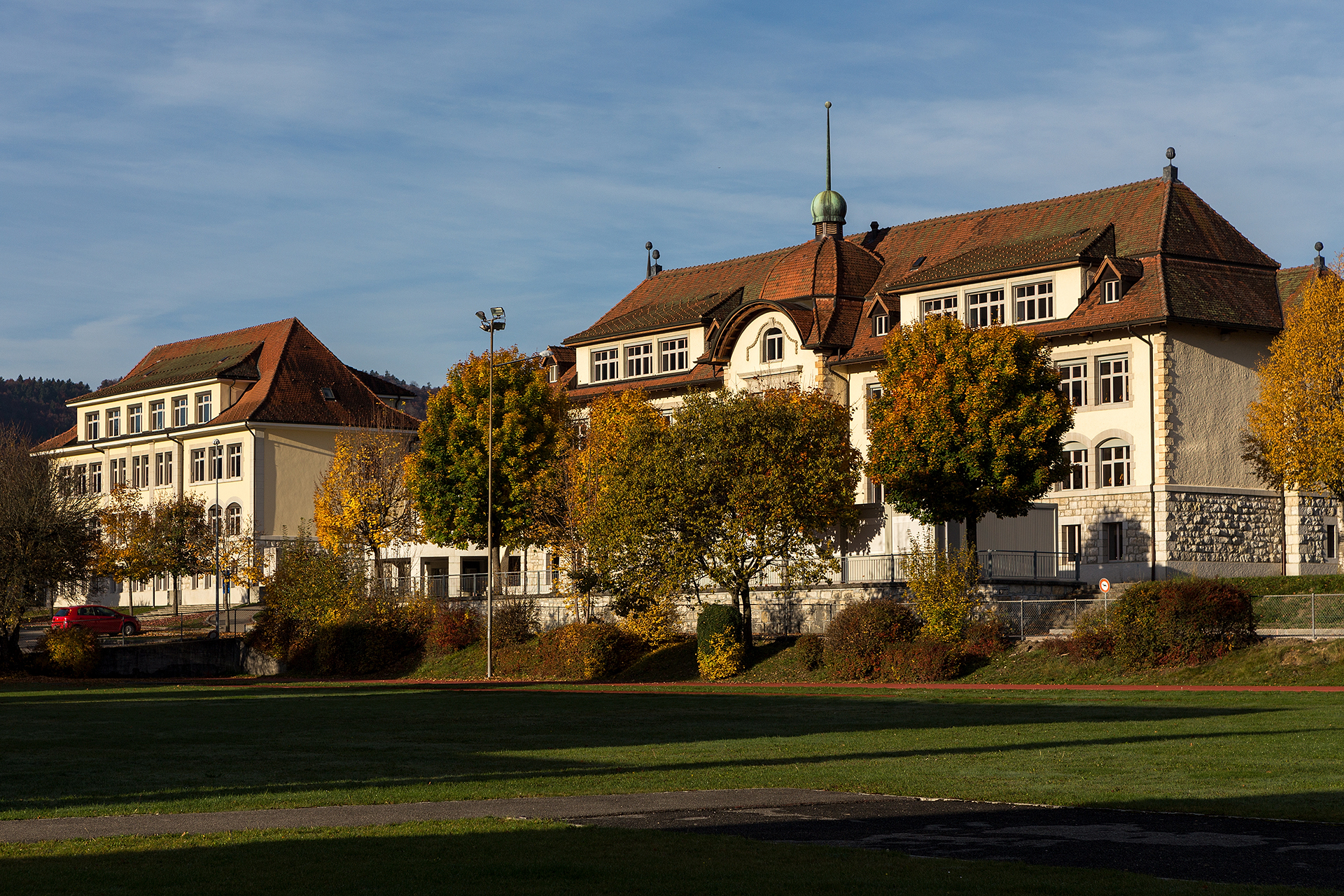
Primarschulhäuser
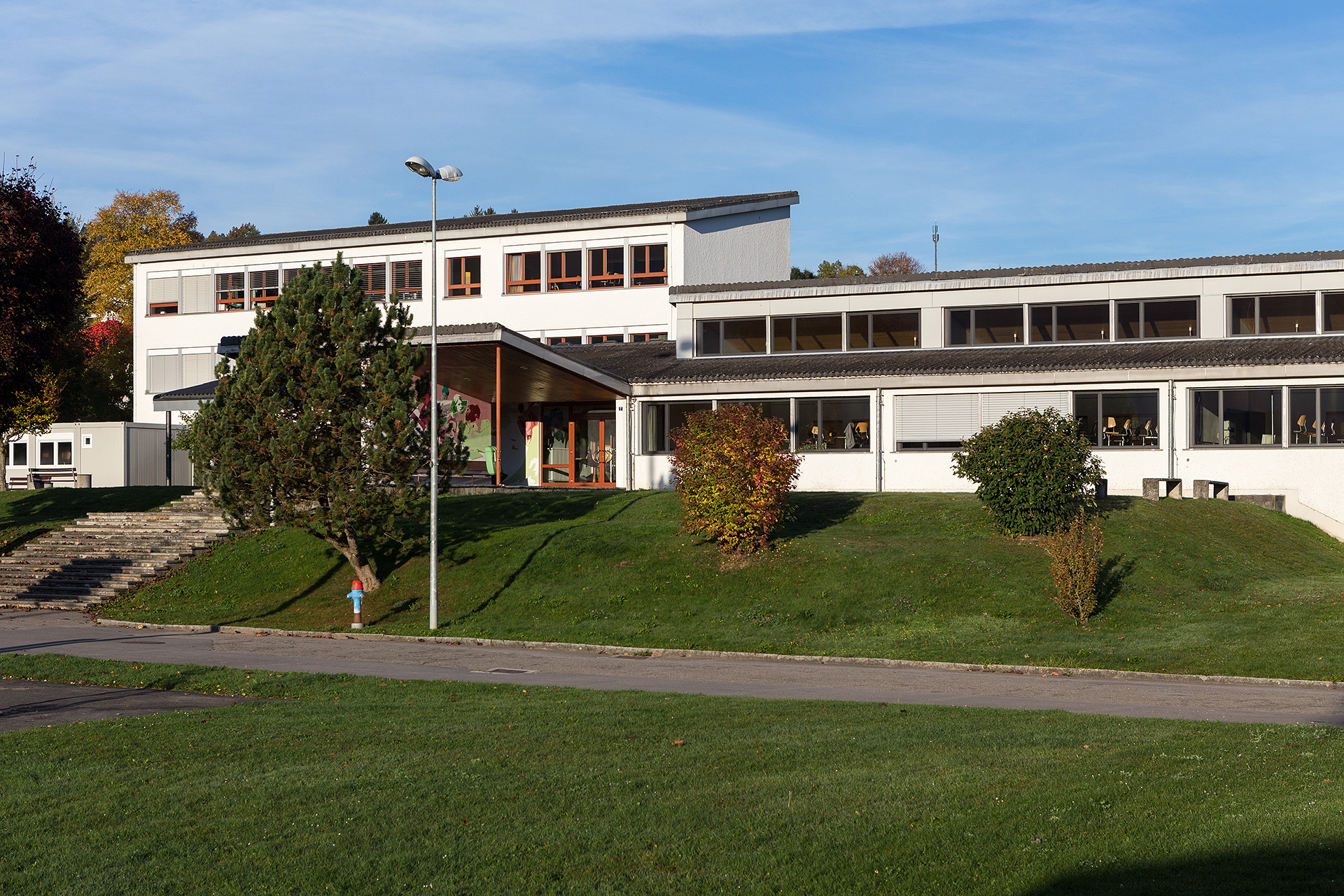
Sekundarschulhaus
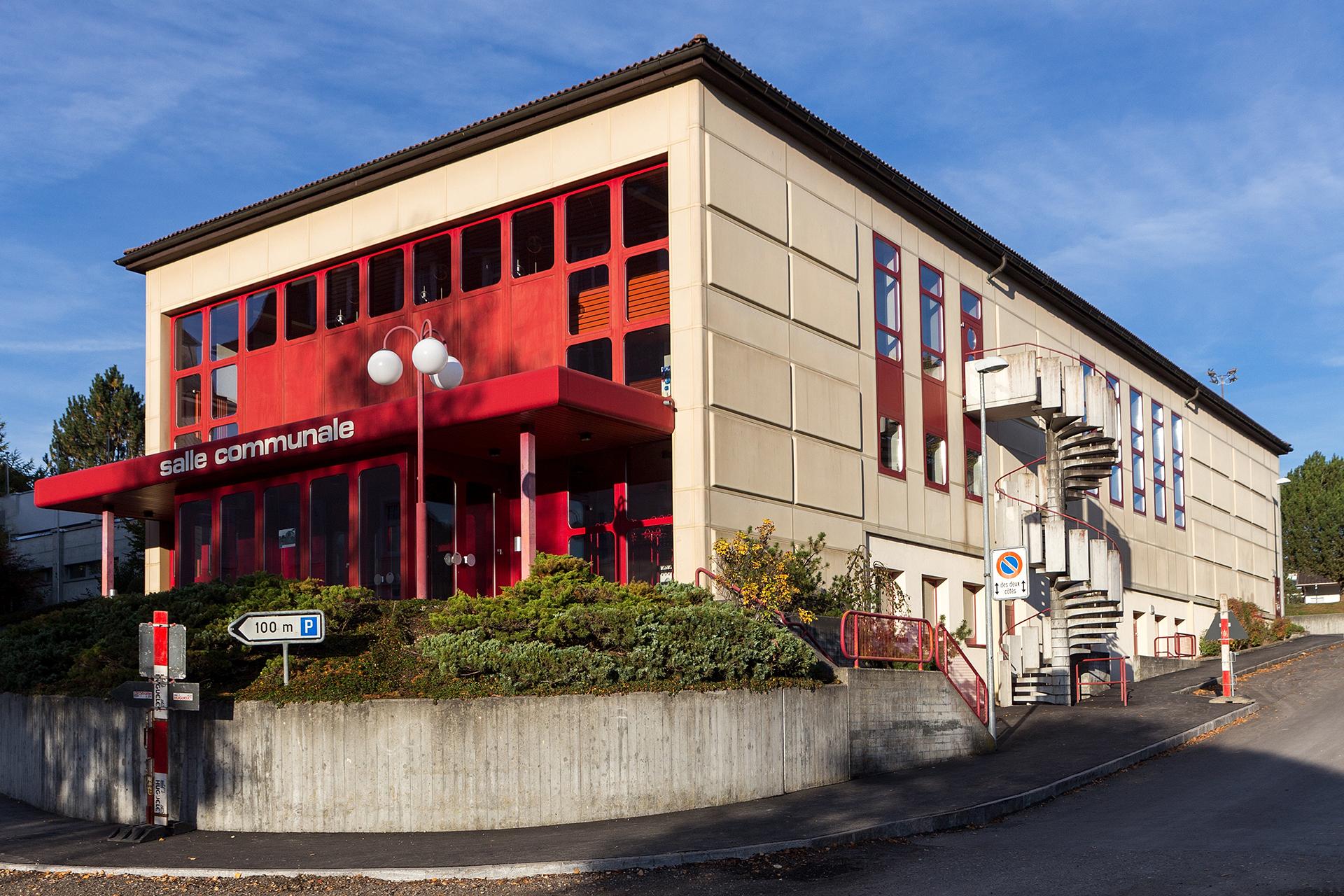
Gemeindesaal

## Persönlichkeiten
- Théophile Voirol (1781–1848), General in französischen Diensten
- Henri Frédéric Sandoz (1853–1913), Uhrmacher und Unternehmer
- Enrico Cobioni (1881–1912), Luftfahrtpionier
- Paul Hänni (1914–1996), Leichtathlet und Olympiateilnehmer
- Edmond Jeanneret (1914–1990), evangelischer Geistlicher und Dichter
- Pierre Chappuis (1930–2020), Schriftsteller und Literaturkritiker
- Pierre-André Geiser (* 1961), Politiker (SVP)